# Тимошишин, Михаил Лукич
Михаи́л Луки́ч Тимоши́шин (род. 18 августа 1937, село Судилков) — советский государственный и хозяйственный деятель.

## Биография
В 1959 году окончил Одесский технологический институт. 
В 1959—1969 годах — инженер Слуцкого комбината хлебопродуктов, главный инженер хлебокомбинатов в Молодечно и Минске.
В 1969—1978 годах — начальник Главного управления, заместитель министра заготовок БССР.
В 1978—1989 годах — в аппарате Министерства заготовок СССР.
В 1989—1991 годах — первый заместитель председателя Госкомитета СССР по продовольствию и закупкам.
C 13 мая по 28 августа 1991 — Председатель Государственного комитета СССР по закупкам продовольственных ресурсов — министр СССР (и. о. до 26 ноября 1991).
С 1991 года первый заместитель генерального директора Акционерной внешнеэкономической компании «Эксима»; одновременно является заместителем генерального директора ЗАО «Микояновский мясокомбинат».